# Роббинс, Энтони
Э́нтони Джей «То́ни» Ро́ббинс (англ. Anthony Jay "Tony" Robbins), при рождении Энтони Дж. Махаворик (англ. Anthony J. Mahavorick; род. 29 февраля 1960 года) — американский писатель, предприниматель, оратор-вдохновитель и бизнес-тренер, занимающийся темой саморазвития и имеющий неоднозначную репутацию. Автор бестселлеров по лайф-коучингу. Также широко известен в США и других странах своими аудиопрограммами о личностном развитии и мотивационными семинарами.
В 2007 году журнал Forbes поместил его в список «100 самых влиятельных знаменитостей». По данным журнала Time, в 2015 году состояние Роббинса равнялось 480 млн $.

## Биография
Энтони Джей Махаворик родился 29 февраля 1960 года в Северном Голливуде (Лос-Анджелес, штат Калифорния), но позже, вместе с родителями, переехал в другой город и в настоящее время[когда?] живёт в городе Аруза (Калифорния). Родители Тони развелись, когда ему было семь лет. Позже мать Тони вышла замуж во второй раз, и он получил фамилию своего приёмного отца — бывшего полупрофессионального баскетболиста Джима Роббинса.
Окончил Глендорскую старшую школу. Высшего образования не получил и работал швейцаром.
В свободное время Роббинс читал книги Ральфа Уолдо Эмерсона и Дейла Карнеги, а также работал ассистентом у Джима Рона. После учёбы у одного из создателей нейролингвистического программирования Джона Гриндера он сам начал преподавать основы НЛП и гипноза Эриксона. В 1983 году Толли Бёркэн научил Роббинса ходить по раскалённым углям, и чуть позже Энтони ввёл полученные навыки в программу своих семинаров как заключительный акцент, символ преодоления самого себя и своих внутренних границ — люди, прошедшие семинар, босиком проходят по горящим углям.
В 1987 году вышла в свет первая книга Роббинса «Книга о власти над собой», ставшая бестселлером. Вскоре Роббинс основал собственный благотворительный фонд «Anthony Robbins Foundation», а затем выпустил и вторую книгу «Разбуди в себе исполина».
С 1997 года Роббинс руководит Академией лидерства (англ. Leadership Academy).
Среди известных клиентов Роббинса были Билл Клинтон, Леонардо ДиКаприо и Серена Уильямс.
В 2001 году снялся в роли камео в фильме «Любовь зла».

## Критика

### В России
Первый семинар Роббинса в России, прошедший в спортивном комплексе «Олимпийский» в начале сентября 2018, подвергся критике со стороны посетивших его людей и пользователей социальных сетей из-за несоответствия цены билета (от 30 000 до 500 000 руб.) содержанию выступления.
Социолог Алексей Фирсов в статье в российской версии журнала «Forbes», анализируя произошедшее, отмечает, что оценивать Роббинса сложно, поскольку «он синтезирует в хорошо упакованный маркетинговый продукт ряд практик, от неопротестантской экзальтации, примитивного психоанализа до разработок 1990-х годов, в контуре НЛП, игры с внутренними энергиями, совмещения телесных упражнений с проецированием на них ментальных конструкций». По его мнению, «Роббинс предлагает не практику, не школу, не традицию, а именно совершение короткой и эффектной в представлении его адептов операции» в виде приёма, а «в отличие от практик традиционных культур, которые могут требовать долгих периодов, чтобы достичь ощутимых результатов, обучение приёму происходит быстро». Фирсов указывает, что «традиция не успевает за технологиями и не находит языка, чтобы ответить текущей реальности», а современный человек «чувствует себя вечно отстающим, как будто жизнь проносится мимо, подобно железнодорожному составу, медиа и сети фиксируют эти изменения (кто-то на яхте, в личном самолёте, а ты где? — в Урюпинске), и тебе предлагают при этом держаться перрона». Поэтому причину скандала Фирсов видит в доведении Роббинсом «до высшего предела, до экзальтации» тех вещей, которые уже содержатся «в современной культуре в приглушённой форме», показавшего, что «мы вот такие: простые существа, которые тянутся к простым решениям, как последней надежде, сбитые с курса, растерянные и нелепые». А также указывает, что «раздражение Роббинсом в значительной степени обусловлено тем, что современная культура делает в принципе то же самое, что и он, но „артист“ доводит ситуацию до передела и этим провоцирует срыв», поскольку те люди, кто имеет знакомство «с HR-практиками российских корпораций, с этим тезисом может согласиться: мантры про вовлечение, развитие, эмоциональный интеллект и внутренние трансформации — ослабленный вариант того же Роббинса».
В свою очередь, журналистка Екатерина Винокурова в статье в российской версии журнала «Esquire» высказала мысль, что произошедшее показало, что несмотря на то, что в России принято противопоставлять «партию телевизора» «партии интернета», тем не менее «вот эта „лучшая часть общества“ на самом деле не ушла далеко от собственных бабушек, заряжавших воду от пассов Чумака и Кашпировского, относивших последние деньги в МММ и даже выбравших Мавроди депутатом Госдумы в обмен на обещание вернуть деньги. Новое поколение с тем же энтузиазмом, с которым бабушки поили его заряженной экстрасенсом водой, теперь постит мемы про позитивное мышление и активную роль лидера. Самое страшное, что перечень мемов с семинара гуру в постах, как правило, сопровождается репликой автора, что эти тезисы надо ещё и обдумать», а «Тони Роббинс, как когда-то Алан Чумак и лидеры различных сект, создал на несколько часов мир розовых единорогов, вроде бы, для взрослых людей, и они, эти взрослые люди, с огромным удовольствием в него провалились».